# 埃灵顿
埃灵顿（英語：Ellington）是位于美国纽约州肖托夸县的一个镇，地处肖托夸县东端、詹姆斯敦东北，建于1824年。2010年美国人口普查时，该镇有1643人。其面积为36.6平方英里。